# Jiří Siegel
Jiří Siegel (Praga, 5 marzo 1927 – 16 giugno 2012) è stato un cestista e architetto cecoslovacco, dal 1993 ceco.

## Carriera
Con la Cecoslovacchia ha disputato le Olimpiadi 1948. In carriera ha militato nello Slovan Bratislava.
Laureatosi in Architettura e Ingegneria Civile presso l'Università di Praga, è divenuto uno dei più affermati architetti cechi.